# Línea L34 (Montevideo)
La línea L34 fue una línea de transporte local de Montevideo, la cual unió la Terminal Paso de la Arena con Sayago en modalidad de circuito. Comenzó a funcionar el 22 de febrero de 2021 con motivo de la inauguración de la Unidad Agroalimentaria Metropolitana. Esta línea prestaba un servicio muy escaso, con sólo cinco salidas diarias de lunes a viernes y sin funcionamiento en los fines de semana. Funcionó hasta el 1 de julio de 2023.

## Recorridos
| Ida - Terminal Paso de la Arena - Avda. Luis Batlle Berres - Cno. Las Higueritas - Cno. Luis Eduardo Pérez (U.A.M.) - Cno. Melilla - Mario Arregui - Cno. Lecocq - Bvar. José Batlle y Ordóñez - Av. Sayago, continúa sin espera... | Vuelta - Av. Sayago - Cno. Ariel - Carafí - Bvar. José Batlle y Ordóñez - Cno. Lecocq - Mario Arregui - Cno. Melilla - Cno. Luis Eduardo Pérez (U.A.M.) - Cno. Las Higueritas - Avda. Luis Batlle Berres - Terminal Paso de la Arena |

## Barrios servidos
El L34 circuló por los barrios: Los Bulevares, Paso de la Arena, Verdisol, Sayago Norte y Sayago.